# Szexualitás

Gender ikonok, a női és a férfi nem jelképe

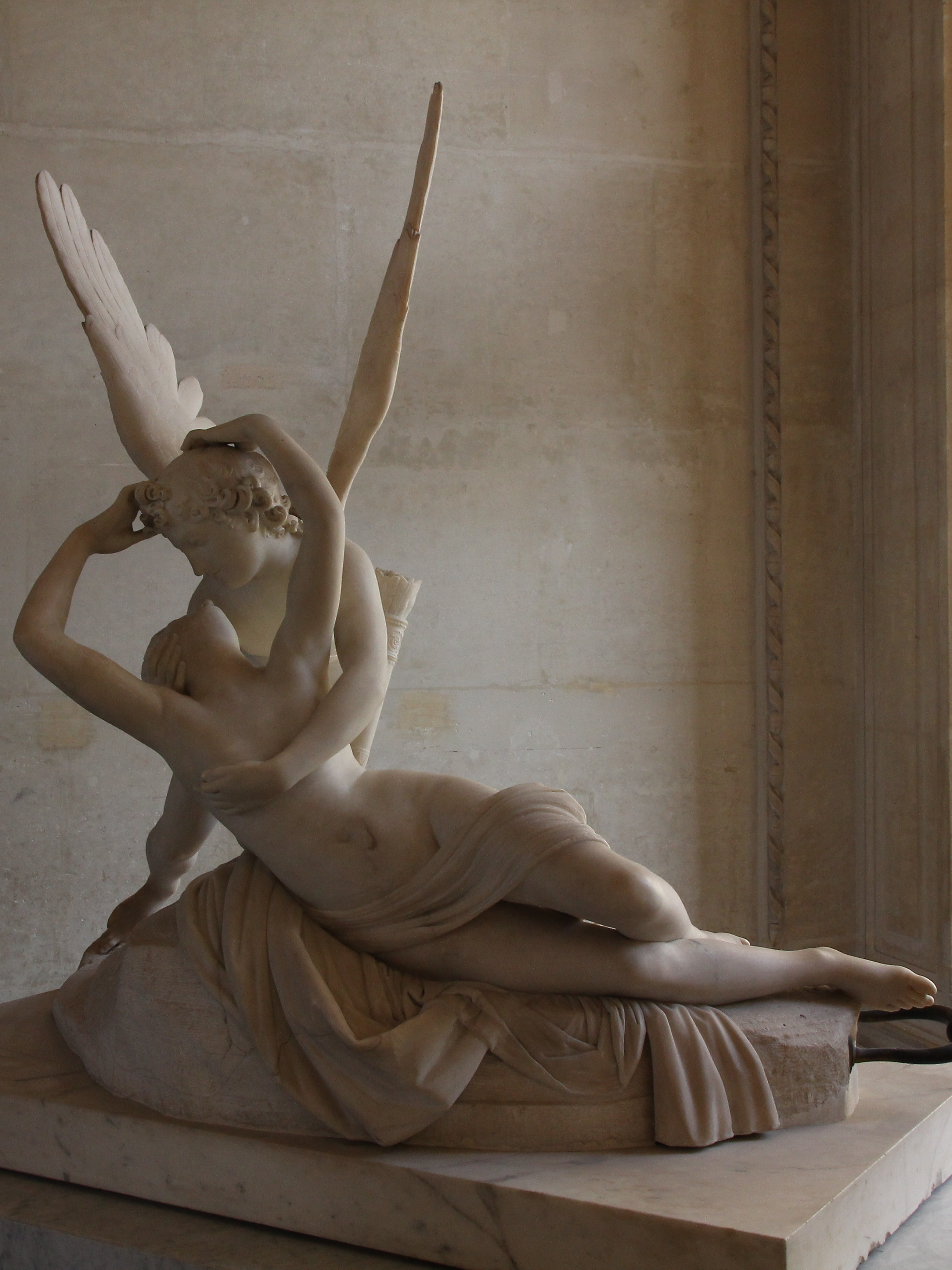
Antonio Canova: Ámor és Psziché, Louvre, Párizs. Ámor csókjával éppen életre kelti szerelmét, Pszichét

A szexualitás minden olyan folyamat, amely a nemi tevékenységgel kapcsolatos vagy azt ábrázolja, szűkebb értelemben az élő természetben mindenütt meglévő nemiség illetve kétneműség (heteroszexualitás). A szaporodás során rendszerint nem túl közeli és nem túl távoli rokonok egyesülnek. Az utódok (a leszármazottak) két független sorának egybeolvadása révén az új változatok és rasszok kiindulópontjait alakítja ki ugyanúgy, mint ahogyan a nemi jegyek vonatkozásában kiegyenlítően hat. A szexualitás így az élet fennmaradását szolgálja, ami csak akkor maradhat fenn huzamosabb ideig, ha megváltozott környezeti feltételekhez alkalmazkodik. Ez csak úgy lehetséges, ha az élet hordozóinak sokfélesége révén, állandóan kész arra, hogy a környezet megváltozásakor a megfelelő választék rendelkezésre álljon.[forrás?]
A szexualitás sokféle öröklődő tényező rendkívül bonyolult mechanizmusán alapul (komplementer poligénia). A nemi különbség és ezzel a szexualitás a növényekben és állatokban meghatározott, determinált. A szexualitás erőssége, vagyis a nemi jellegek megmutatkozási foka relatív. Ezért minden ember egy bizonyos helyet foglal el a férfi-nő biszexuális vonalán. Az ember, a szexualitásnak különféle jelentőséget és fontosságot tulajdonít. A szexualitás szerepe történelmileg alakul és a történelmi körülményektől függ. Az ember számára nem jelent feltétlen, elkerülhetetlen sorsot.[forrás?]
Az emberi szexualitás a viselkedések, folyamatok és társadalmi jelenségek széles körét öleli fel. Biológiai értelemben idetartoznak a közösülés és más nemi kapcsolatok (bár hogy pontosan mely típusai, arról nincs teljes egyetértés), valamint a szexuális viselkedés pszichológiai és fiziológiai aspektusai, a szociológia szemszögéből a kulturális, politikai és jogi vonzatok, filozófiai szempontból pedig az erkölcsi, etikai, teológiai, spirituális és vallási megközelítés.
A szexualitás többnyire az emberi párkapcsolatok szerves része.

## Tágabb értelmezése

### Természettudományi vonatkozásai
A szexualitás különböző részei szakaszosan érlelődnek meg. Ezeket a folyamatokat elsősorban az öröklődés irányítja. Így már az öröklődés során károsodhatnak a nem (genom) kifejlődésével kapcsolatos szervkezdemények, a hormonális együttműködés, valamint az idegrendszer az a része ami ezzel kapcsolatos. A szexualitás elsődlegesen különböző szövetek kiegyensúlyozott és bonyolult távolhatásainak eredménye. A magasabb rendű állatok és az ember szexualitása szoros kapcsolatban van az autonóm kiváltómechanizmusokkal. A szexualitásban megállapítható a felhalmozódás, a kulcsingerek a megfelelő reakciókat kiváltják, amelyek ösztönként meghatározott reflexláncolatokként zajlanak le. Ezekhez alkatilag és vegyileg még viszonylag jól megfogható folyamatokhoz alkalmazkodási folyamatok (formálódás) csatlakoznak. Ezek a folyamatok már az állatokban is jól megfigyelhetők, de az emberben összehasonlíthatatlanul nagyobb jelentősége van. Elsősorban a második jelzőrendszer befolyásáról, a társadalmi környezetről van szó, ami többnyire gátló irányban hat.[forrás?]

### Társadalomtudományi vonatkozásai
A partnerválasztást a nemi érés előtt már nagymértékben alakítja a formálás, a nevelés (pl. a mintaképek). Az öröklött alkat adta nyersanyagot ily módon az élmények (a kisgyermekkoriak is) finomítják, csiszolják. E tekintetben a döntő, meghatározó tényezővé valamennyi magatartásmódban, így a szexualitásban is, a központi idegrendszer válik: A tapasztalat az ösztönök fölé rakódik, sőt az emberben az ösztönök csökkennek. Ebben a társadalmi formák játsszák a főszerepet. Az ember már gyermekként átveszi a rítusok és a konvenciók alapvető részét és ezzel a szexualitás kulturális felépítményét is.[forrás?]

### Kulturális vonatkozásai

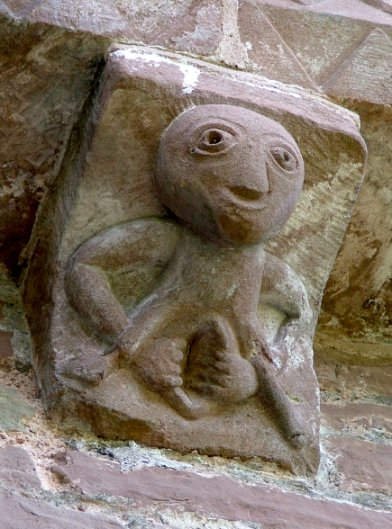
Ősi kelta meddőséggyógyító, termékenységszimbólum a Sheela na Gig szobor, Kilpeck, Herefordshire, Wales

A szexualitás részjelensége a szervezetnek még ha az alkalmazkodás és a szaporodás (önfenntartás) között ez jelenti az összekötő kapcsot. Ezért Freud elgondolásai elvetendők, mert a szexualitásban túlbecsüli az ember szerepét, ráadásul úgy véli, hogy a szexualitás már pregenitálisan (orálisan és análisan) kezdődik, és csak végül kerül a nemi szervek irányítása alá.[forrás?] A szexualitás sem nem jó, sem nem rossz. Károssá és egyházi értelemben bűnné akkor válik, ha nem ágyazódik be harmonikusan a személyiségbe, azaz nem felel meg a specifikus emberi létformának, vagyis nem kapcsolódik össze az erotikával. Az ember szexualitása tekintetében a véletlen és a kockázat tényezőiről nem szabad megfeledkezni. Nagymértékben a véletlentől függ, hogy hol és mikor tűnik fel az ’igazi partner’, milyen az illető személy és a partner hangulata (amennyiben jelen van partner) Minden szexuális vállalkozás kockázat jellegű, amely aktivitást követel, és a vereség veszélyét rejti magában.[forrás?] Ehhez járul még a felelősség, amit mindenkinek vállalnia kell.

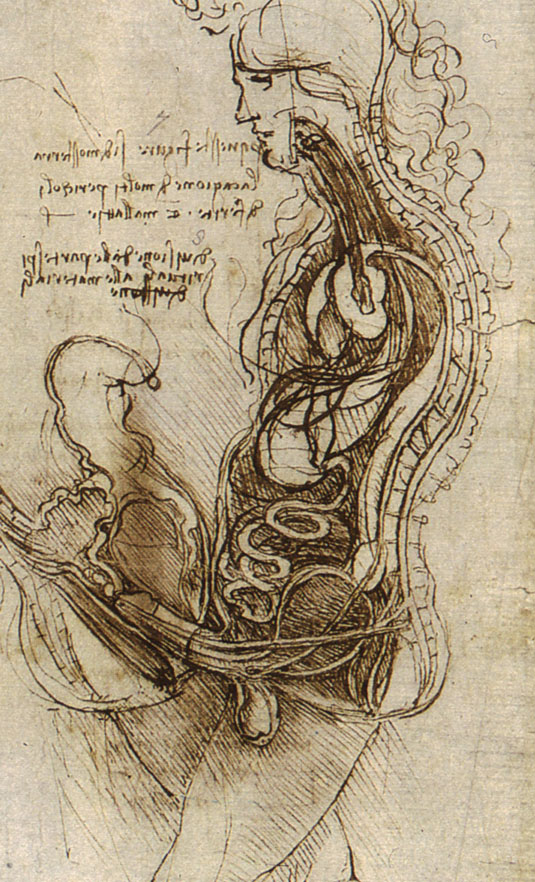
Leonardo da Vinci (1492 körül. A művész elképzelése, hogy mi történik közösüléskor a test belsejében

Ma már tudományos tény, hogy az ember a felsőbb idegtevékenység bekapcsolódása miatt a megkülönböztető képesség kialakulása révén elkülönült a szaporodástól. Állandóan aktuális, azaz napirenden van, továbbá a nemi érés után nagy hajtóerőt jelent.  Kell hozzá a másik nem lényegéről szerzett tudás, a tanulás és a gyakorlat. A gyakori partnerváltás (a promiszkuitás) sosem ad teljes kielégülést.[forrás?]  A szexualitást áthatják az érzelmek, a kellemes és olykor a kellemetlen élmények. Az ember irányítani, szabályozni tudja az elsődleges, reflexes cselekményt. A szexualitás az egész személyiséget befolyásolja (gondolkodás, világnézet). Egyben alkalmazkodási folyamat → megszokás, az ismétlési kényszer (a már átéltet ismét meg kell valósítani). Végül a szexualitásbiológia, társadalmi és érési folyamat is. Ezért valamennyi életszakaszra vonatkozik. A társadalmi szabályozás következtében szabványosodik házasságon belül és kívül is. A szexuális magatartás variációs lehetőségei a biológia határai között mozognak. Az abnormalitás fogalma állandóan változik.
Az állandó aktualitás nagy ösztönző erőt jelent a szexualitás a társadalmi rend, a törvény, és a meglévő dolgok megzavarásának lehetőségét rejti magában. Ez a mindennapi életben sokféle tabu kialakulását okozta. Például a koituszt mások szeme elől rejtőzve végzik, elítélik a szex tárgyú beszélgetéseket, a menstruáció és a szülés sok helyen tisztátalanság, így kialakult a szégyenlősség, amit a vallás alátámaszt.[forrás?] A szexualitás ezzel kívül reked a család mindennapi életén és a nyilvánosságon. Mivel a szexualitás elementáris erővel tör fel, gyakran összeütközésekhez és igen jelentős társadalmi elfojtódáshoz vezet.
Összefoglalva a szexualitásnak három vonatkozása van: a természettudományos, azaz a biológiai tényezőknek mint alapnak a feltárása (formák és működések), a társadalmi érdek hangsúlyozása (szaporodás, családalapítás, népesedési arányszám, házasélet (nemi élet), egészség, nemi betegségek) és a kultúra átformálódása, amely az ősidők óta tart (egyéni világnézet, szerelem, érzéki öröm, kéj.

## Szaporodás a növényeknél

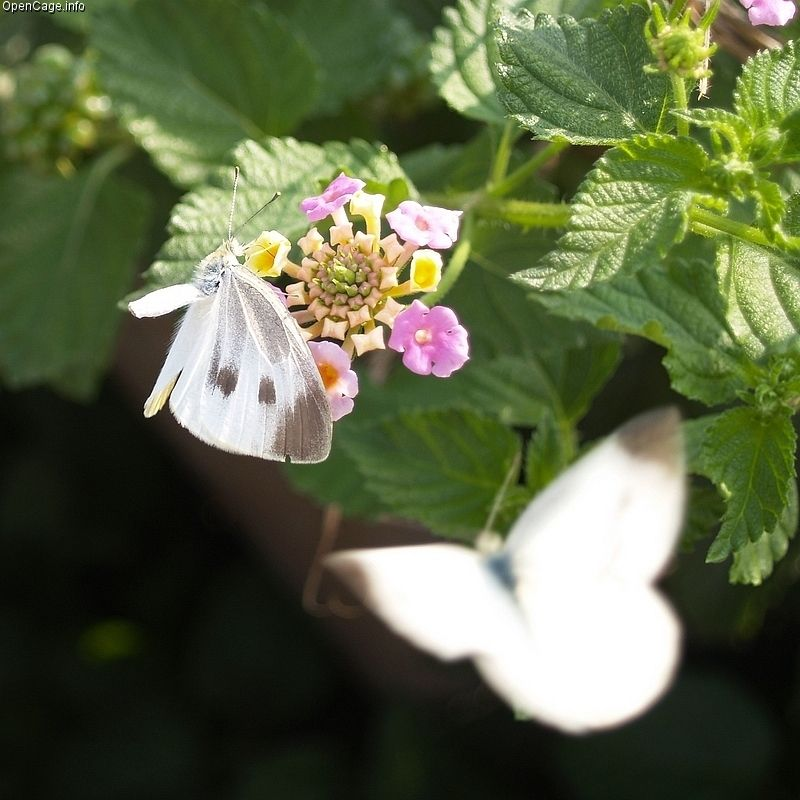
A beporzás

### Megporzás
A zárvatermők nagy része (70%-a) kétivarú, azaz hímnős. Mivel a porzó és a termő ugyanabban a virágban van, elméletileg képesek lennének saját virágporuktól az önmegtermékenyítésre (autogámia), de megporzáskor a legtöbb virágos növény mégis előnyben részesíti a másik egyedet. Ez a kölcsönös megporzás vagy allogámia. Néhány fajra mindkét mód jellemző lehet. Megtörténik, hogy az önmegporzás a virág kinyílása előtt, a még zárt virágban, következik be (búza, ibolya). Ilyenkor zárt megporzásról (kleisztogámia) beszélünk.
A zárvatermők virágporát általában a szél, és az állatok, ritkábban a víz szállítja. Éréskor a virágporszemeket a szél kiszórja a portokokból. A bibék nagy befogadó területtel rendelkeznek. A pollenszem viszont kicsi, de nagy tömegben terjed. A beporzást végző állatok lehetnek madarak, többnyire azonban rovarok. Elsősorban méhek, legyek és lepkék. A megtermékenyítéskor segédkező állatokkal kialakuló kapcsolat létfontosságú a növények számára, hiszen nélkülük nem jöhet létre a megporzás. A virág mindenben úgy alkalmazkodik az állathoz, hogy a virágpor szállítását minimális energiaveszteséggel és optimális körülmények között végezhesse. A virág alakjával, színével és illatával is jelez a rovarnak. Olyan eszközökkel rendelkezik (buktatószerkezet, tapadós elemek, színes nagy nedvtartalmú virágpor), ami megkönnyíti a virágpor odatapadását a rovarhoz.

### Megtermékenyítés
A bibén megtapadt virágporszem hidratálódik, és megindul a pollentömlő (sipho) növekedése. Ha pollen kompatibilis, akkor behatol a sejtek közé vagy átfúrja magát a sejtfalon az alatta lévő sejtekbe. Azután elkezd növekedni a gödrös vagy a sima bibeszálon.
A téma részletesebb kifejtését lásd → A növények szaporodása alatt.

## Szexualitás az állatoknál

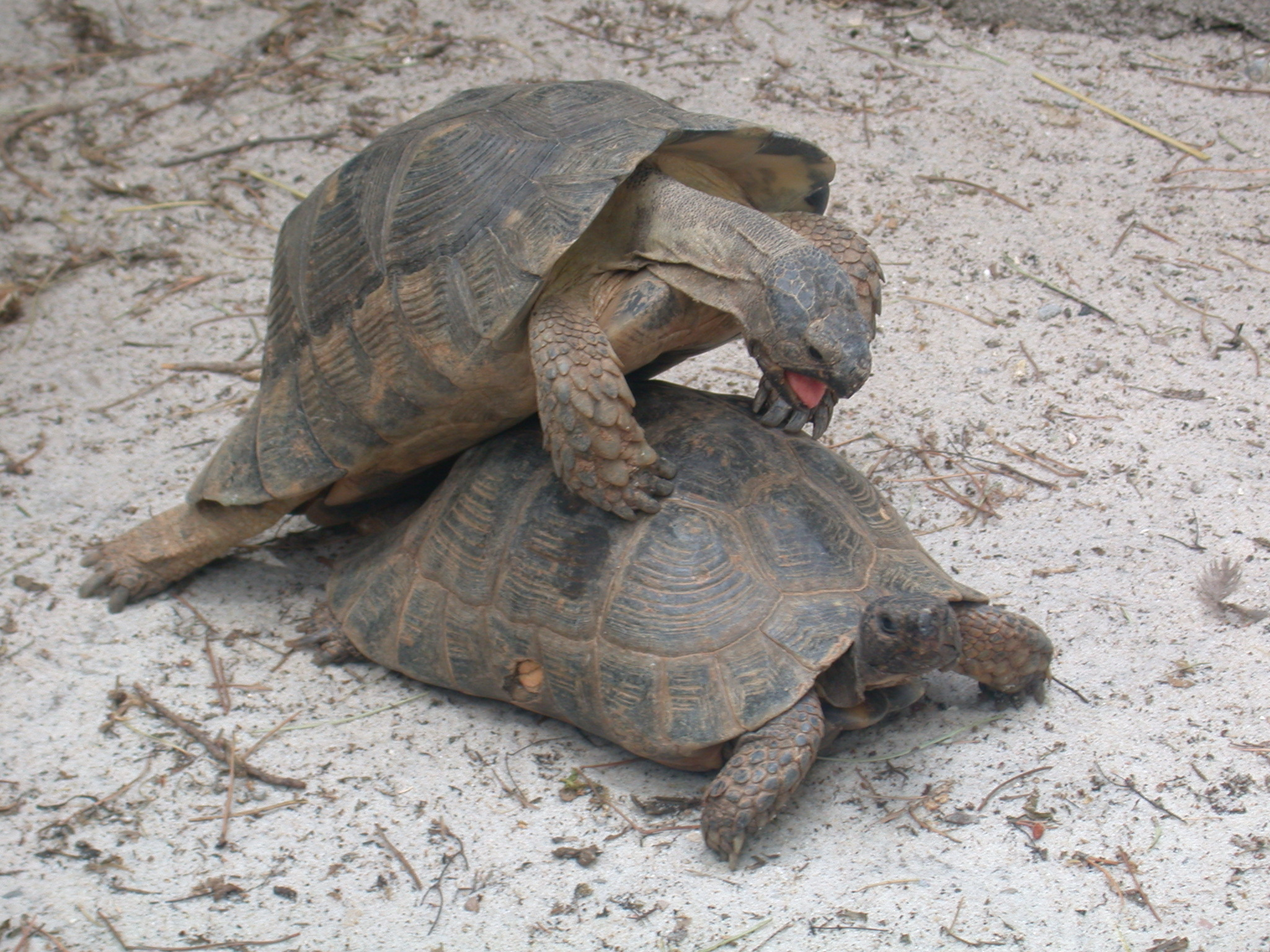
Párzó teknősök

Szexualitáson azon tevékenységeket értjük, amelyeket az állatvilágban az utódok létrehozása, a faj fenntartása érdekében fejtenek ki az egyes állatok. A szexualitás ösztön. Ez azt jelenti, hogy a külső és belső feltételek fennállása esetén az egyed automatikusan a génjeiben kódolt szexuális viselkedést fogja tanúsítani. Ez a szabály a főemlősöknél már megtörik, azaz a párzási időszak az év bizonyos szakaszára korlátozódik, az embernél, pedig teljesen meg is szűnik. Az ember bizonyos belső biológiai, hormonális feltételek fennállása estén mindenkor képes párosodni. Sokan ezt úgy vélik, hogy az emberi szexualitás nem ösztönjellegű, hanem tanult viselkedés.[forrás?]
Lélektani értelemben az örömöt a belső feszültség valamely az egyéni, jellemző szintre való beállása, az erős feszültség csökkenését vagy a túl gyenge feszültség növekedését örömként éljük át. A szexuális késztetés növekedése egy bizonyos ponton túl az éhséghez hasonló szenvedést jelenti. Ennek a feszültségnek az oldódása, csökkenése a kielégülés, a kéj.

## Az emberi szexualitás
Szexualitáson azon tevékenységeket értjük, amelyek az állatvilágban az utódok létrehozása, a faj fenntartása érdekében fejtenek ki az egyes állatok. A szexualitás ösztön. Ez azt jelenti, hogy a külső és belső feltételek fennállása esetén az egyed automatikusan a génjeiben kódolt szexuális viselkedést fogja tanúsítani. Ez a szabály a főemlősöknél már megtörik, azaz a párzási időszak az év bizonyos szakaszára korlátozódik, az embernél, pedig teljesen meg is szűnik. Az ember bizonyos belső biológiai, hormonális feltételek fennállása estén mindenkor képes párosodni. Sokan ezt úgy vélik, hogy az emberi szexualitás nem ösztönjellegű, hanem tanult viselkedés.
Lélektani értelemben az örömöt a belső feszültség valamely az egyéni, jellemző szintre való beállása, az erős feszültség csökkenését vagy a túl gyenge feszültség növekedését örömként éljük át. A szexuális késztetés növekedése egy bizonyos ponton túl az éhséghez hasonló szenvedést jelenti. Ennek a feszültségnek az oldódása, csökkenése a kielégülés, a kéj.

### A vonzalom felébresztése másokban
Az emberi szexualitás a viselkedések, folyamatok és társadalmi jelenségek széles körét öleli fel. Biológiai értelemben idetartoznak a közösülés és más nemi kapcsolatok, valamint a szexuális viselkedés pszichológiai és fiziológiai aspektusai, a szociológia szemszögéből a kulturális, politikai és jogi vonzatok, filozófiai szempontból pedig az erkölcsi, etikai, teológiai, spirituális és vallási megközelítés.
A szexualitás az emberi párkapcsolatok szerves része.

### Szexualizmus
A civilizált ember érzelem- és képzeletsivárságán alapul a szexualizálódás, a környezetből eredő szexuális propaganda erős hatására. A kapitalista országokban a média (a rádió, a televízió, a film, a sajtó) tömegeket szuggeráló eszközei miatt a szexualitás olyan jelenséggé válik, amelynek hatása statisztikailag kimutathatóvá válik, okai azonban egyszerű módszerekkel nem ismerhetők fel. A születések számának növekedéséből illetve csökkenéséből sem lehet a szexuális tevékenységek növekedésére vagy csökkenésére következtetni. A fogamzásgátló módszerek elterjedését és az abortuszok számát nem lehet pontosan megállapítani. A szexualizálódás mai mértékéről a terhességmegszakítások áttekintése sem ad megbízható képet.
A szexualizmus az a nézet, amely szerint a nemi ösztönnek döntő befolyása van az emberiség tetteire, érzéseire és gondolkodására. Elsősorban Freud képviselte azt a nézetet, amelyből számos hamis következtetést vont le. A szexualitásnak sokféle befolyása van az ember életére. A szexualitás csak az élet egyik területe. Mellette nem szabad elhanyagolni a többi olyan területet, amellyel a szociológia, a biológia, a fiziológia és a pszichológia foglalkozik. Az a nézet is téves, amely a szexualitásnak a társadalmi életben tulajdonít döntő szerepet, mert az valójában az anyagi élet egésze és az ember anyagi feltételei határoznak meg.

### A szexuális tevékenység maximuma
A szexuális kapacitás a 16. és 20. életév között van a csúcson. Ez sok nehezen megoldható társadalmi problémát okoz. Sok biológus és orvos téves véleménye, hogy a férfi szexualitás kapacitása a korai pubertás korban alakul ki és a maximumát a 30-as és a 40-es években éri el.[forrás?]

## A szexualitás jogi vonatkozásai
A jogrendszer a szexuális élet tényeit csak bizonyos körben vonja az érdeklődési körébe. A családjog a nemek közötti viszony alapvető formáját a házasságot állítja a szabályozás középpontjába. Ezzel hangsúlyozza a felnőtt házasok jogát a koituszra, hallgat a nemházasok jogairól.[forrás?] Bizonyos körben tudomásul veszi, és jogkövetkezményeket fűz hozzá. Például a házasságon kívül megszületett gyermek apjának nyilvánítja a gyermek nemzőjét (apasági per). A házassági kötelék nélkül folytatott együttélést, életközösséget is tudomásul veszi, és szerény jogi védelmet is nyújt az arra rászoruló félnek (pl. az élettárs joga a közös szerzemény ráeső részéhez, a lakásbérlet folytatásához élettársa halála esetén).
A szexuális élet jelenségei – jóllehet azok jelentősége a köz- és a magánélet minden területén hatnak – a legutóbbi időkig csak a nemi erkölcs elleni bűntettekkel kapcsolatban léptek be a jogrendszer területére. Az elmúlt évtizedekben már bizonyos közigazgatási szabályok, különösképpen a nemi felvilágosítással, a szexuálpedagógiával kapcsolatos és más intézkedéseket tartalmazó szabályok (fogamzásgátló perorális gyógyszerekkel való ellátás bevezetése, terhességmegszakítás) nemcsak a házassági életközösségben élőkre vonatkoznak.

## Ajánlott irodalom
- Vátszjána: Káma-szútra, Budapest, 1982 ISBN 963-241-082-3
- Muhammad an-Hefzawi: Az illatos kert, Budapest, 1983 ISBN 963-241-066-1
- Kaljána Malla: Ananga-ranga, Budapest, 1986 ISBN 963-241-436-5
- David Cohen: Szexbeszéd, Budapest, Park Könyvkiadó, 1994
- Zsadányi Zsuzsanna: Szexikon, Kisújszállás, ISBN 963-9080-90-X